# Joseph Wright (remero, 1864)
Joseph Walter Harris Wright (Villanova, 14 de enero de 1864-Toronto, 28 de octubre de 1950) fue un deportista canadiense que compitió en remo.
Participó en los Juegos Olímpicos de San Luis 1904, obteniendo una medalla de plata en la prueba de ocho con timonel. Fue padre de los también remeros Joseph Wright jr. y George Wright.

## Palmarés internacional
| Juegos Olímpicos | Juegos Olímpicos          | Juegos Olímpicos | Juegos Olímpicos |
| Año              | Lugar                     | Medalla          | Prueba           |
| ---------------- | ------------------------- | ---------------- | ---------------- |
| 1904             | San Luis (Estados Unidos) | Medalla de plata | Ocho con timonel |